# Bitwa pod Kuźnicą
Bitwa pod Kuźnicą – walki polskiego 1 pułku piechoty Legionów ppłk. Jana Kruszewskiego z sowiecką 18 Brygadą Strzelców w czasie ofensywy jesiennej wojsk polskich w okresie wojny polsko-bolszewickiej.

## Sytuacja ogólna
Realizując w drugiej połowie sierpnia 1920 operację warszawską, wojska polskie powstrzymały armie Frontu Zachodniego Michaiła Tuchaczewskiego. 1 Armia gen. Franciszka Latinika zatrzymała sowieckie natarcie na przedmościu warszawskim, 5 Armia gen. Władysława Sikorskiego podjęła działania ofensywne nad Wkrą, a ostateczny cios sowieckim armiom zadał marszałek Józef Piłsudski wyprowadzając uderzenie znad Wieprza. Zmieniło to radykalnie losy wojny. Od tego momentu Wojsko Polskie było w permanentnej ofensywie.
Po wielkiej bitwie nad Wisłą północny odcinek frontu polsko-sowieckiego zatrzymał się na zachód od linii Niemen – Szczara. Na froncie panował względny spokój, a obie strony reorganizowały swoje oddziały.
Wojska Frontu Zachodniego odtworzyły ciągłą linię frontu już 27 sierpnia. Obsadziły one rubież Dąbrówka- Odelsk – Krynki – Grodno – Grodek Kamieniec Litewski.
Stąd Tuchaczewski zamierzał w przeprowadzić koncentryczne natarcie na Białystok i Brześć, by dalej ruszyć na Lublin. Uderzenie pomocnicze na południu miała wykonać między innymi 1 Armia Konna Siemiona Budionnego.
Reorganizując siły, Naczelne Dowództwo Wojska Polskiego zlikwidowało dowództwa frontów i rozformowało 1. i 5. Armię. Na froncie przeciwsowieckim rozwinięte zostały 2., 3., 4. i 6. Armie.
W pierwszych dniach września lewemu skrzydłu polskiej 2 Armii gen. Edwarda Śmigłego-Rydza zagroziły nacierające na Augustów wojska litewskie. Dowództwo 2 Armii przed przystąpieniem do decydujących walk z Litwinami postanowiło wypadami osłabić odtwarzające zdolność bojową jednostki Armii Czerwonej.

## Walki pod Kuźnicą
Realizując plany wznowienia operacji zaczepnej, Sowieci koncentrowali swoje dywizje do uderzenia na Białystok. Polacy czynili starania, by plany te znacząco ograniczyć.
7 września dowódca I Brygady Piechoty Legionów zorganizował grupę wypadową w składzie 1 pułk piechoty Legionów i 2 bateria 1 pułku artylerii polowej Legionów liczącą w sumie około 1600 żołnierzy, 4 działa i 46 ckm-ów. Grupa wypadowa miała uderzyć na Kuźnicę, a w czasie ataku współdziałać miała z dwoma batalionami 21 Dywizji Piechoty nacierającymi z Sokółki wzdłuż toru kolejowego. Dowódcą grupy wypadowej mianowano płk. Edmunda Knolla-Kownackiego.
Pododdziały Grupy ześrodkowały się w Siekierce. Stąd nocnym natarciem uderzyły na sowieckie stanowiska obronne na zachód od Staworowa. Po ich opanowaniu III/1 pp Leg. nacierał dalej wzdłuż drogi Kowale - Kuźnica, a II batalion po przekroczeniu toru kolejowego miał uderzyć na Kuźnicę od północnego wschodu, wzdłuż szosy z Grodna.
Pod Kuźnicą broniła się zreorganizowana 18 Brygada Strzelców z 6 DS. W samej Kuźnicy stacjonował odwód w sile 54 pułk strzelców i część 6 pułku kawalerii. Na zachód od Staworowa zajmował pozycje 50 pułk strzelców, a pod Bieniaszami i Śniczanami 52 pułk strzelców. W rejonie Sokółki rozwinął się 53 pułk strzelców.
Idący w awangardzie III batalion natarciem nocnym przełamał pozycje obronne 50 pułku strzelców i utorował drogę na Staworowo.
We wczesnych godzinach rannych 8 września batalion podszedł pod Kowale i ogniem ckm-ów odparł szarżę dwóch szwadronów sowieckiej kawalerii i zajął wioskę. Interweniujące pociągi pancerne odpędziła bateria 1 pap Leg. W tym czasie II batalion mjr. Zygmunta Wendy z 1 i 2 kompanią, plutonem konnych zwiadowców i działonem 2 baterii 1 pap Leg. rozpoczął manewr obejścia Kuźnicy od północnego wschodu.
Podczas marszu na pozycje rozbito kolumnę taborów, a około 7.00 batalion opanował Kuźnicę. Jednocześnie od północy do miasta weszły główne siły 1 pułku piechoty Legionów.
Niedługo potem nieprzyjaciel wyprowadził kontratak siłami dwóch batalionów 52 pułku strzelców. Atak zatrzymano ogniem artylerii i ckm-ów. Po półgodzinnej wymianie ognia sierż. Paweł Noworyta poderwał do szturmu na bagnety pluton 7 kompanii, do którego dołączyli żołnierze 5 i 1 kompanii. Czerwonoarmiści, przeważnie rekruci, nie podjęli walki wręcz i złożyli broń.
Z Sokółki do Kuźnicy maszerował też bez ubezpieczeń sowiecki 53 pułk strzelców. Jego dowódca nie miał świadomości o opanowaniu miejscowości przez Polaków. Stał się zatem łatwym łupem dla 8 kompanii, która w okolicach skrzyżowanie toru kolejowego z szosą grodzieńską ostrzelała maszerującą kolumnę ogniem broni maszynowej. W szeregach czerwonoarmistów wybuchła panika, większość żołnierzy skapitulowała, a resztki uciekły do Sokółki. Tam wzięła ich do niewoli załoga pociągu pancernego „Poznańczyk".
W tym czasie batalion 54 pułku strzelców zamierzał przez Gładowszczyznę uderzyć na dworzec kolejowy w Kuźnicy. Atak odparły kompanie ckm II i III batalionu. Batalion sowiecki złożył broń. Do Kuźnicy nieświadome niebezpieczeństwa zbliżały się kolejne bataliony 18 Brygady Strzelców i wpadały pod ogień polskiej broni maszynowej. Rekruci zazwyczaj nie chcieli walczyć i poddawali się.

## Bilans walk
1 pułk piechoty Legionów z setkami jeńców o 13.00 opuścił Kuźnicę, a pięć dni później walczył z sowieckim 50 pułkiem strzelców pod Staworowem i Biernikami.
W bitwie pod Kuźnicą sowiecka 18 Brygada Strzelców utraciła zdolność bojową, a jej straty to kilkudziesięciu zabitych, 160 rannych, 1170 jeńców, 2 działa, 25 ckm-ów i tabory. Ponadto około 300 jeńców z 53 i 54 ps wzięły dwa bataliony 21 Dywizji Piechoty atakujące od strony Sokółki. Brygada wycofana została na tyły 3 Armii i tam przeszła reorganizację.
Straty polskie to 10 rannych.